# Glycera celtica
Glycera celtica är en ringmaskart som beskrevs av O'Connor 1987. Glycera celtica ingår i släktet Glycera och familjen Glyceridae. Arten har ej påträffats i Sverige. Inga underarter finns listade i Catalogue of Life.